# E847
E847 eller Europaväg 847 är en europaväg som går mellan Sicignano och Metaponto i södra Italien. Längd 150 km.

## Sträckning
Sicignano - Potenza - Metaponto

## Standard
Vägen är delvis motorväg och resten motortrafikled. 

## Anslutningar till andra europavägar
- E45
- E90